# Инюрколлегия
Инюрколлегия (Иностранная юридическая коллегия) — адвокатская фирма в России, практикующая в области международного частного права. Oснована в Москве в 1937 году; является специализированной коллегией адвокатов.

## История
В советские времена «Инюрколлегия» подчинялась Министерству юстиции СССР и занималась в том числе вопросами получения наследства гражданами СССР от граждан иных государств.
Советские граждане, читающие газету «Известия», могли регулярно знакомиться с объявлениями «Инюрколлегии» о поиске проживающих в СССР родственников иностранных граждан.

### Период после распада СССР
Коллегией адвокатов «Инюрколлегия» стала в 1993 году после распада СССР.
В 2002 году «Инюрколлегия» преобразована в специализированное адвокатское бюро «Инюрколлегия» в соответствии с Федеральным законом «Об адвокатской деятельности и адвокатуре в Российской Федерации» и является её правопреемником с передачей всех прав в полном объеме.

## Известные члены коллегии
- Ланг, Рейн
- Жириновский, Владимир Вольфович